# Jamie Grimes
Jamie Neil Grimes (sinh ngày 22 tháng 12 năm 1990) là một cầu thủ bóng đá người Anh thi đấu ở vị trí Trung vệ cho Macclesfield Town.

## Sự nghiệp câu lạc bộ
Vào tháng 7 năm 2017, Grimes ký hợp đồng với câu lạc bộ League Two Cheltenham Town từ Dover Athletic theo dạng chuyển nhượng tự do. Grimes ra mắt tại EFL cho Cheltenham trước Morecambe, vào ngày 5 tháng 8 năm 2017. Ngày 10 tháng 5 năm 2018, có thông báo rằng Grimes sẽ rời Cheltenham khi kết thúc hợp đồng vào tháng 6 năm 2018.